# 孟祥凯
孟祥凯（1961年—），男，汉族，辽宁西丰人，中华人民共和国全国优秀企业家、享受国务院特殊津贴、研究员高级工程师、研究员高级经济师、中欧国际工商学院EMBA。曾任西飞集团公司党委书记、总裁、董事长、中航通用飞机公司总裁、董事长、中航重机股份有限公司董事长、格力集团党委书记、格力电器董事、中国船舶资本有限公司总裁、珠海横琴优生基生态科技有限公司、北京优生基生态科技有限公司董事、战略与投资委员会主席
奥地利FACC公司Future Advanced Composite Components                  监事会副主席、美国西锐飞机设计制造公司Cirrus Design                   Corporation股东代表。
光大证券股份有限公司董事、威海广泰股份有限公司独立董事、中简科技股份有限公司独立董事、合众思壮股份有限公司独立董事
，第十一届全国人民代表大会陕西地区代表、第十二届全国人民代表大会广东地区代表。
曾获得全国优秀企业家、陕西省劳动模范、中国工业经济十大杰出人物、中航工业“航空报国杰出贡献奖”

## 生平
孟祥凯毕业于西北工业大学自动控制学院航空电气工程专业，北京航空航天大学工业外贸专业。2008至2018年间担任全国人大代表。2013年，担任全国人大代表。